# Привокзальная площадь (Таганрог)
Привокзальная площадь — площадь в Таганроге. Главным образующим площадь объектом является здание железнодорожного вокзала Таганрог-Пассажирский.

## География
Привокзальная площадь расположена перед зданием железнодорожного вокзала «Таганрог-Пассажирский». Привокзальную площадь с трёх сторон окружают многоэтажные жилые дома с расположенными в них магазинами, аптеками и другими объектами городской инфраструктуры. Вдоль улицы Москатова расположена автостоянка.
Посреди площади расположен сквер. На улице Дзержинского, у выезда на площадь, расположен памятник Ф. Э. Дзержинскому (скульптор — А. Д. Щербаков, архитектор — П. В. Бондаренко).  

## История Привокзальной площади

Привокзальная площадь, 1987 год

Возможность строительства нового железнодорожного вокзала, который был так необходим городу, появилась только в конце 1950-х годов. Макет здания вокзала, выполненный по заказу администрации Таганрога, значительно отличался от того, что было в итоге построено. Этот проект попал под «волну», порождённую хрущёвским постановлением «Об устранении излишеств в проектировании и строительстве», в результате чего был переработан и превращён в типовой. В процессе переработки были исключены многие архитектурные элементы, а также уменьшились удобства для пассажиров. По данному типовому проекту и были построены вокзалы в Таганроге и Туапсе.
С районом будущей Привокзальной площади связана трагическая страница истории Таганрога времён Великой Отечественной войны. В этом месте с 14 по 17 октября 1941 года велись первые бои с рвавшимися в Таганрог немецко-фашистскими захватчиками. Таганрог на участке Марцево — Блокпост 694 защищали три бронепоезда 8-го отдельного дивизиона бронепоездов.
9 сентября 1941 года, при наметившемся прорыве немцев к Таганрогу и Ростову-на-Дону, на это направление с Кавказа был выслан 8-й отдельный дивизион бронепоездов (ОДБП) в составе лишь одного легкого бронепоезда № 45. На станции Марцево, куда прибыл штаб 8-го ОДБП и бронепоезд № 45, в состав дивизиона были включены бронепоезд войск НКВД ПОЖДС № 59 и бронепоезд № 14, который был сформирован ВС СКВО и Ростовским облисполкомом, и построен, предположительно, на предприятиях Таганрога.
Один из бронепоездов находился в районе нынешнего вокзала. Немецкие танки из лесополосы стали его расстреливать. Никто из экипажа бронепоезда спастись не смог. Были уничтожены и два других бронепоезда. Защитники города выполнили свой воинский долг до конца.
В память об этом событии на здании вокзала со стороны перрона 9 мая 1989 года была установлена мемориальная доска: с надписью:

14-17 октября 1941 года 

на участке 

«МАРЦЕВО — БЛОК-ПОСТ-694» 

приняли свой последний бой

при обороне Таганрога от

немецко-фашистских захватчиков

воины 8-го отдельного дивизиона

бронепоездов №№ 14, 45, 59

ВЕЧНАЯ СЛАВА ГЕРОЯМ!

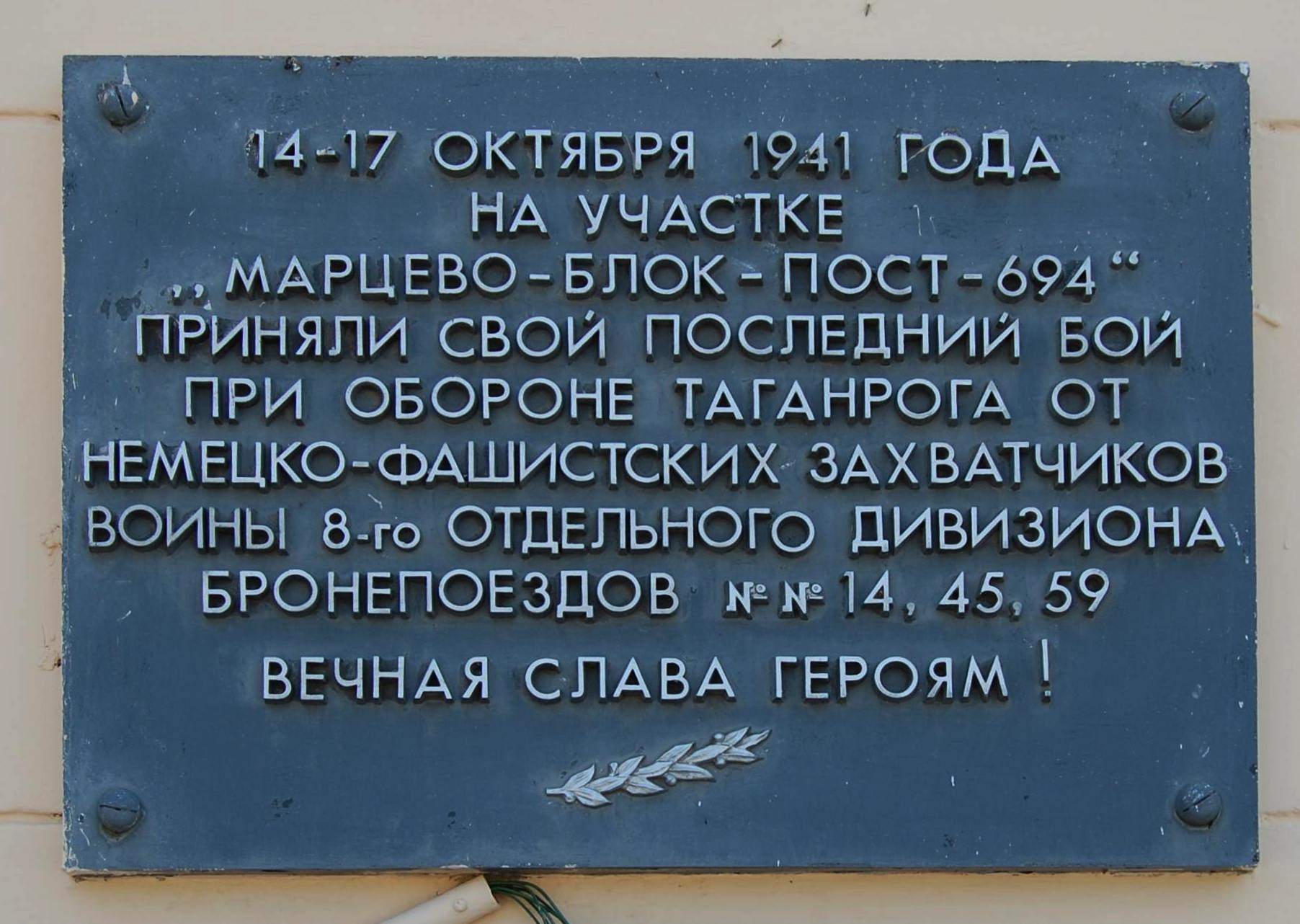
Мемориальная доска

В 2008 году Совет ветеранов Таганрога высказал мнение, что если городу будет присуждено почётное звание «Город воинской славы», то ветераны города считают Привокзальную площадь лучшим местом для установки мемориальной стелы «Город воинской славы». Вариант размещения стелы на этой площади был поддержан горожанами и в 2012 году рассматривался рабочей группой, созданной при Администрации города. Но позднее выяснилось, что строительство стелы там невозможно, поскольку центральная часть площади уже давно является частной собственностью и принадлежит компании «Квадро-В».

## Привокзальный рынок и торговый комплекс
Строительство Привокзального рынка велось в 1990-е годы. Он расположился рядом с площадью, вдоль железнодорожного полотна, от здания вокзала до завода «Красный котельщик». Были построены прилавки с навесами, кирпичные магазинчики, рубочная мяса с мощной холодильной камерой. Получили место ветеринарная и санитарная службы, лаборанты и сборщики-контролёры.

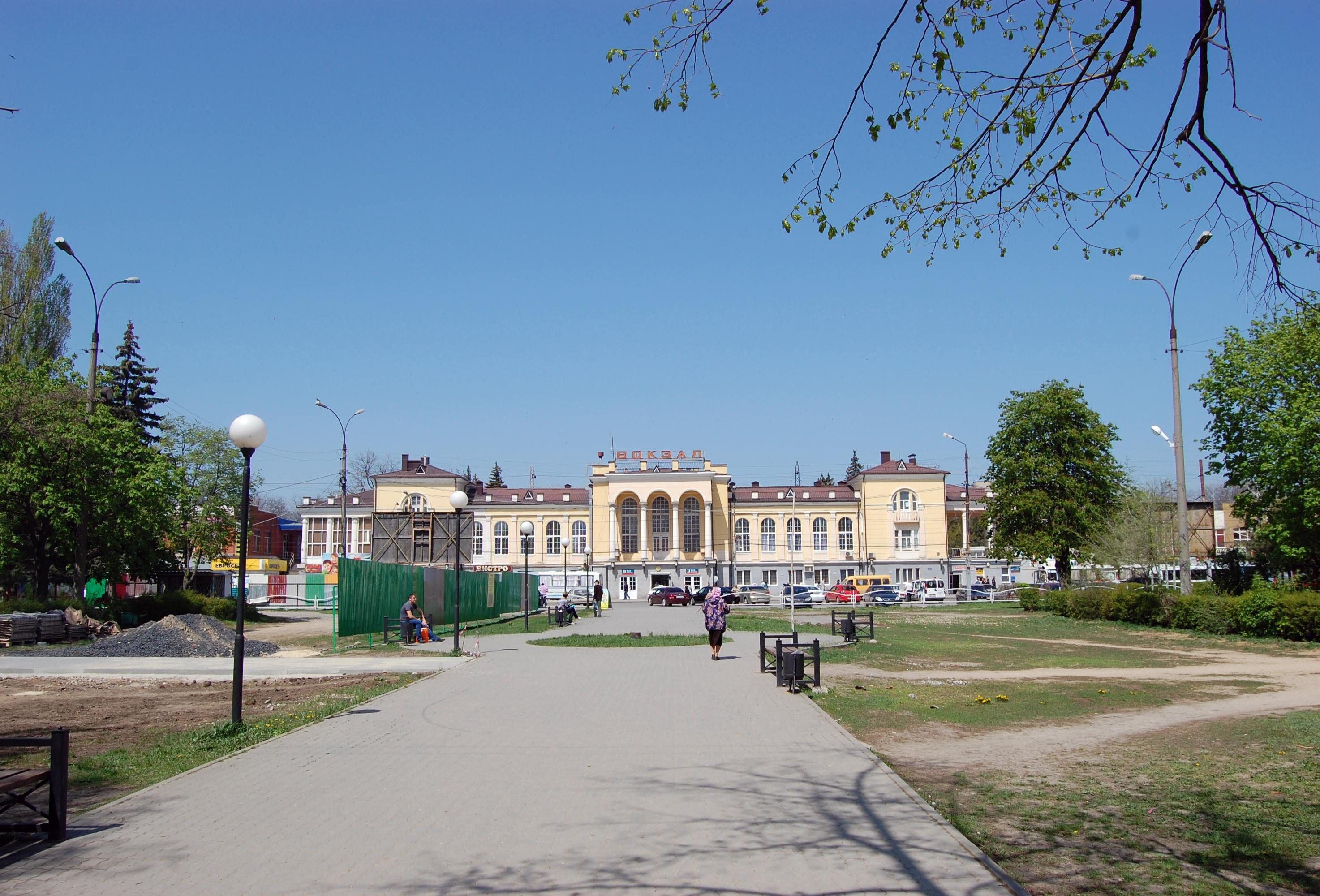
Застраиваемая Привокзальная площадь, 2013 год

В апреле 2013 года на привокзальной площади Таганрога начались строительные работы по возведению торговых объектов. Как выяснилось, земельный участок перед вокзалом «Таганрог −1» площадью 2500 м² находится в частной собственности. Он был предоставлен администрацией города ООО «Квадро-В» в бессрочное пользование ещё в 2001 году, а в 2004 году фирма землю выкупила. Разрешение на строительство объектов получено 28 марта 2013 года. По утверждению портала «Блокнот-Таганрог», фирма «Квадро-В» подконтрольна депутату городской Думы Алексею Головину, одному из крупнейших таганрогских землевладельцев.
Данное строительство, равно как и сам факт продажи Привокзальной площади, вызвали бурный протест таганрожцев. С 24 апреля в городе начались акции против коммерческой застройки таганрогских скверов. Горожане выразили свой протест против появления на месте сквера перед Новым вокзалом торговых павильонов: за один день активистам удалось собрать около 500 подписей против застройки.
В мае 2013 года стало известно, что прокуратура Таганрога признала строительство торговых павильонов на территории сквера на Привокзальной площади незаконным, поскольку Земельный участок, расположенный на Привокзальной площади относится к зоне туризма и отдыха, спорта и занятию физкультурой, в которой строительство торговых объектов не предусмотрено. Прокуратура направила исковое заявление в суд о запрете строительства к ООО «Квадро В» и признании разрешения на строительство незаконным.
Решением Таганрогского городского суда от 4 февраля 2014 года требования прокурора были удовлетворены: разрешение на строительство было признано недействительным и строительные работы были запрещены. Однако, это не помешало застройщику в начале марта 2014 года возобновить стройку.